# Roger Temam
Roger Meyer Temam, né à Tunis le 19 mai 1940, est un mathématicien français, professeur de mathématiques en université. Selon le Mathematics Genealogy Project, Roger Temam a supervisé 127 thèses de doctorat, le deuxième nombre le plus élevé de thèses de doctorat encadrées par un particulier dans le domaine des mathématiques. Il compte un total de 654 "descendants" mathématiques,, dont Denis Serre. Il est connu pour ses contributions à la théorie des équations de Navier–Stokes et en analyse numérique.

## Biographie
Roger Meyer Temam (en arabe : روجي تمام), est né à Tunis. Parti en France à l'âge de 17 ans, il intègre l'université de Paris pour étudier les mathématiques. En 1960, il devient assistant à la Faculté de mécanique de la Faculté des sciences de Paris. Il y travaille sous la direction de Jacques-Louis Lions, décroche une agrégation en mathématiques en 1962 et termine sa thèse de doctorat en 1967. Ses études universitaires finies, Temam devient maitre de conférences puis professeur à l'université Paris-Sud (Orsay) jusqu'en 2003.
Il y fonde, avec les professeurs Jacques Deny et Charles Goulaouic, le Laboratoire d'analyse Numérique et Fonctionnelle   qu'il dirige de 1972 à 1988,,. En parallèle il est conseiller scientifique à l'INRIA de 1968 à 1984 et à la CISI (filiale d'ingénierie informatique du CEA) de 1974 à 2000. Il co-organise plusieurs événements scientifiques à l'échelle nationale et internationale et est membre du bord éditorial de plusieurs journaux scientifiques de haute renommée tels que ESAIM: Mathematical Modelling and Numerical Analysis. Également, il occupe le poste de maitre de conférences à l'École polytechnique de 1968 à 1986, de directeur des études doctorales d’analyse numérique à Orsay de 1975 à 1994, de directeur du laboratoire de mathématiques d’Orsay entre 1977 et 1980, de membre du conseil scientifique de la CISI de 1989 à 1995 et de membre du conseil national des universités pendant plusieurs mandats. Entre 1983 et 1987, il est aussi un membre du Comité national du CNRS en mathématiques, le responsable du Groupe d'experts "formation doctorale" en mathématiques ainsi que le cofondateur et premier président de la société de mathématiques appliquées et industrielles.
Outre ses activités scientifiques en France, Temam vient à l'université de l'Indiana en 1986 pour travailler avec Ciprian Foias. À Bloomington en Indiana, on lui propose d'intégrer l'université tout en gardant ses fonctions en France. C'est ainsi que Temam devient professeur des mathématiques et directeur de l'Institut pour le Calcul Scientifique et les Mathématiques Appliquées en Indiana depuis 1986.

## Travaux de recherche
Le travail scientifique de Roger Temam se situe à l’intersection entre l’analyse mathématique, l’analyse numérique et le calcul scientifique. Il comprend la modélisation et l’analyse mathématiques, ainsi que le développement de nouvelles méthodes numériques. Le premier travail de Roger Temam dans sa thèse traitait de la méthode des étapes fractionnaires. Par la suite, il a continuellement exploré et développé de nouvelles orientations et techniques:
- calcul des variations, et plus précisément de la notion de dualité, développant le cadre mathématique des solutions discontinues (en déplacement); un concept utilisé plus tard pour ses travaux sur la théorie mathématique de la plasticité[7];
- formulation mathématique de l'équilibre d'un plasma dans une cavité, exprimée sous la forme d'un problème non linéaire de valeur de frontière[7];
- Équation de Korteweg-de Vries[7];
- Équation de Kuramoto-Sivashinsky[7];
- Équations d'Euler dans un domaine borné[7];
- théorie des systèmes dynamiques à dimensions infinies[7]. En particulier, il a étudié l’existence de l’attracteur global aux dimensions finies pour de nombreuses équations dissipatives de la physique mathématique, notamment les incomparables équations de Navier-Stokes, pour lesquelles il a obtenu, avec Peter Constantin, Ciprian Foias et Oscar Manley, borne supérieure de la dimension de l'attracteur global. Il était également le cofondateur de la notion de variétés inertielles avec Ciprian Foias et George R. Sell et d’attracteurs exponentiels avec Alp Eden, Ciprian Foias et Basil Nicolaenko[9];
- contrôle optimal des équations incompressibles de Navier-Stokes en tant qu'outil de contrôle de la turbulence[7];
- phénomènes de couche limite pour les écoulements incompressibles[7].

Les principales activités de Roger Temam concernent actuellement l’étude des flux géophysiques, de l’atmosphère et des océans. Cela a commencé dans les années 1990 par une collaboration avec Jacques-Louis Lions et Shouhong Wang.

## Publications
- Peter D. Lax, Enrico Magenes et Roger Temam, « Jacques-Louis Lions (1928–2001) », Notices of the AMS, vol. 48, no 11,‎ décembre 2001 (lire en ligne)
- R. Temam, Navier-Stokes Equations: Theory and Numerical Analysis, American Mathematical Society (2001).  (ISBN 0-8218-2737-5)
- (en) Ivar Ekeland et Roger Temam, Convex Analysis and Variational Problems, SIAM, 1999 (1re éd. 1976), 402 p. (ISBN 0-89871-450-8, MR 1727362, lire en ligne), p. 357-373 d'abord paru en français : Analyse convexe et problèmes variationnels, Dunod et Gauthier-Villars, Paris, 1974.
- R. Temam, Infinite Dimensonal Dynamical Systems in Mechanics and Physics, 2e éd., Springer (1997).  (ISBN 0-387-94866-X)
- C. Foias, Manley, O., Rosa, R., et Temam, R., Navier-Stokes Equations and Turbulence, Cambridge University Press (2001).  (ISBN 0-521-36032-3)
- Ivar Ekeland et Roger Temam, Convex analysis and variational problems, vol. 28, Philadelphia, PA, Society for Industrial and Applied Mathematics (SIAM), coll. « Classics in applied mathematics », 1999, Corrected reprinting of the (1976) North-Holland éd., 357–373 p. (ISBN 0-89871-450-8, MR 1727362, lire en ligne)
- R. Temam et Miranville, A., Mathematical Modeling in Continuum Mechanics, 2e éd., Cambridge University Press (2005).  (ISBN 0-521-61723-5)
- P. Constantin, Foias, C., Nicolaenko, B., et Temam, R., Integral Manifolds and Inertial Manifolds for Dissipative Partial Differential Equations, Springer-Verlag, Applies Mathematical Sciences Series, Vol.70 (1988)
- Some developments on the Navier Stokes equations in the second half of the 20th century, in Jean-Paul Pier Development of mathematics 1950-2000, Birkhäuser 2000

## Prix et distinctions
- Prix Peccot du Collège de France, 1970[7]
- Conférencier invité au Congrès international des mathématiciens en 1970 à Nice, avec une conférence intitulée Quelques méthodes de décomposition en analyse numérique[11]
- Prix Carrière de l'Académie des sciences, 1977[7]
- Prix Seymour Cray de Simulation Numérique, 1989[7]
- Prix Alexandre-Joannidès de l'Académie des sciences, 1993[7]
- Professeur honoraire de l'Université Fudan à Shanghai, 1996[7]
- Prix Jacques-Louis-Lions de l'Académie des sciences, 2003[7]
- Élu à l'Académie française des sciences, 11 décembre 2007[12]
- Fellow de l'American Mathematical Society, 2012[13]
- Élu à l'Académie américaine des arts et des sciences, 2015[14]
- Prix ISIMM de l'université de technologie de Darmstadt, 2016[15]